# Пам'ятник Тарасові Шевченку (Афіни, 2010)
Пам'ятник Тарасові Шевченку в Афінах — пам'ятник-погруддя великому українському поетові, письменнику і митцю Тарасу Григоровичу Шевченку в столиці Греції місті Афінах. 
Афінський пам'ятник Кобзареві став уже 47-м монументом Кобзареві за кордоном.

## Загальна інформація
Пам'ятник встановлено у парку району Гуді муніципалітету Зографу (передмістя Афін).
Автор пам'ятника — відомий український скульптор, професор Львівської національної академії мистецтв Володимир Одрехівський у співавторстві з Михайлом Федиком.

## Опис
Пам'ятник являє собою фарбоване під бронзу мармурове погруддя Тараса Шевченка заввишки 1 метр, виконане в традиційному руслі — немолодий поет у хвилину задуми. Натомість п'єдестал являє собою стилізовану колону, що за задумом авторів має передавати духовну єдність України та Греції.

## З історії пам'ятника
Пам'ятник Тарасові Шевченку в Афінах був збудований на кошти меценатів. Виготовлення погруддя взяла на себе українська сторона, зокрема Львівська обласна рада, що виділила на це 150 тисяч гривень.
Урочисте відкриття, за участю представників місцевої влади, гостей з України (Львівщини) та діаспори під звуки оркестру, відбулося 6 березня 2010 року (до 196-ї річниці від дня народження Великого Кобзаря).
Голова Львівської облради Мирослав Сеник, зокрема, під час церемонії відкриття сказав:
|  | «У Греції є велика українська громада. Вочевидь, відкриття пам’ятника сприятиме згуртуванню української громади, свідчитиме про те, що Україна — європейська держава з великими культурними цінностями». |

Мер Зографу Яніс Казакос порівняв Кобзаря з нобелівськими лауреатами Греції, адже «ідеали Шевченка загальнолюдські, як і наші».
Відкриття пам'ятника Шевченкові в Афінах гаряче привітав Президент України Віктор Янукович.

## Виноски
1. ↑  Браун Антін У Греції є все — навіть Шевченко. Делегація Львівської облради відкрила ще один пам’ятник Кобзарю // «Україна Молода» № 044 за 10 березня 2010 року
2. ↑  В Афінах відкрили пам'ятник Тарасу Шевченку [Архівовано 7 березня 2010 у Wayback Machine.] // повідомлення за 6 березня 2010 року на Новини на ТСН - останні новини України [Архівовано 31 серпня 2009 у Wayback Machine.] (інтернет-ресурс 1+1)
3. ↑  Вітання Президента України Віктора Януковича з нагоди відкриття в Афінах пам'ятника Тарасу Шевченку на Офіційне (інтернет)-представництво Президента України